# World Digital Song Sales
《告示牌》世界數位歌曲暢銷榜（英語：BillBoard World Digital Song Sales，又稱為告示牌世界數位音源暢銷榜），美國音樂雜誌《告示牌》2010年起推出的音樂排行榜，反映了全世界各國（不含美國本地歌手）的音樂（含單曲及專輯）在美國的人氣。第一首冠軍歌曲是伊瑟瑞·卡瑪卡威烏歐爾的〈彩虹之上〉，也是上榜次數最多的歌曲，累積超過350周。香港、台灣歌手當中，台灣歌手周杰倫是至今唯一上榜的歌手，於2019年以〈說好不哭〉登上周榜第5名。